# Atletica leggera ai XII Giochi panafricani - 110 metri ostacoli
La specialità dei 110 metri ostacoli maschili ai XII Giochi panafricani si è svolta il 26 e 27 agosto 2019 allo Stadio Moulay Abdallah di Rabat, in Marocco. La competizione è stata vinta dall'algerino Amine Bouanani, che ha preceduto il nigeriano Oyeniyi Abejoye (argento) e il senegalese Louis François Mendy.

## Podio
| Oro     | Amine Bouanani Algeria       |
| Argento | Oyeniyi Abejoye Nigeria      |
| Bronzo  | Louis François Mendy Senegal |

## Risultati

### Batterie
Qualificazione: i primi 3 di ogni batteria (Q) e i 2 migliori tempi degli esclusi (q) si qualificano in finale.
Vento: Gruppo 1: -0,8 m/s, Gruppo 2: -0,8 m/s
| Class | Gruppo | Nome                  | Nazione      | Tempo | Note |
| ----- | ------ | --------------------- | ------------ | ----- | ---- |
| 1     | 1      | Louis François Mendy  | Senegal      | 13"70 | Q    |
| 2     | 1      | Amine Bouanani        | Algeria      | 13"74 | Q    |
| 3     | 1      | Oyeniyi Abejoye       | Nigeria      | 13"93 | Q    |
| 4     | 2      | Lyes Mokddel          | Algeria      | 13"98 | Q    |
| 5     | 2      | Kemorena Tisang       | Botswana     | 14"03 | Q    |
| 6     | 2      | Wellington Zaza       | Liberia      | 14"08 | Q    |
| 7     | 2      | Jeremie Lararaudeuse  | Mauritius    | 14"21 | q    |
| 8     | 2      | Ramy Elmahdy          | Egitto       | 14"35 | q    |
| 9     | 1      | Floriant Somé         | Burkina Faso | 14"40 |      |
| 10    | 1      | Edson Oliveira        | Angola       | 14"44 |      |
| 11    | 1      | Ibrahim Jemal         | Etiopia      | 14"49 |      |
| 12    | 2      | William Mbevi Mutunga | Kenya        | 14"88 |      |
| 13    | 2      | Samuel Esubalew       | Etiopia      | 15"94 |      |

### Finale
Vento: +0,4 m/s
| Class   | Corsia | Nome                 | Nazione   | Tempo | Note  |
| ------- | ------ | -------------------- | --------- | ----- | ----- |
| Oro     | 4      | Amine Bouanani       | Algeria   | 13"60 |       |
| Argento | 9      | Oyeniyi Abejoye      | Nigeria   | 13"90 |       |
| Bronzo  | 7      | Louis François Mendy | Senegal   | 14"05 |       |
| 4       | 8      | Wellington Zaza      | Liberia   | 14"10 |       |
| 5       | 3      | Jeremie Lararaudeuse | Mauritius | 14"22 |       |
| 6       | 2      | Ramy Elmahdy         | Egitto    | 14"27 |       |
| dq      | 5      | Lyes Mokddel         | Algeria   | dq    | [ 1 ] |
| dq      | 6      | Kemorena Tisang      | Botswana  | dq    | [ 1 ] |